# Song of Norway (Schiff)
Die Song of Norway war ein Kreuzfahrtschiff von Royal Caribbean International. Es wurde im Jahr 1970 als erster Neubau der Reederei in Dienst gestellt.

## Geschichte

### Song of Norway
Die Song of Norway entstand unter der Baunummer NB 392 in der Werft von Wärtsilä in Helsinki und lief am 2. Dezember 1969 als erster Neubau der Reederei Royal Caribbean International vom Stapel. Nach der Ablieferung am 5. Oktober 1970 brach das Schiff am 7. November zu seiner Jungfernfahrt in die Karibik auf, wo es den Großteil seiner Laufbahn für Royal Caribbean verbringen sollte.
In den folgenden Jahren wurden Kreuzfahrten immer beliebter, weshalb das Schiff von August bis November 1978 bei seinem Erbauer Wärtsilä in Helsinki um fast 30 Meter verlängert wurde, um mehr Passagiere aufnehmen zu können. Die Song of Norway war damals das erste Kreuzfahrtschiff, das durch den Einbau einer Sektion verlängert wurde. Anschließend blieb sie fast zwanzig weitere Jahre für Karibik-Kreuzfahrten im Einsatz. Im Mai 1997 beendete das von der weitaus größeren Vision-Klasse abgelöste Schiff seine letzte Fahrt für Royal Caribbean.

### Sundream
Noch im selben Monat wurde die Song of Norway unter dem neuen Namen Sundream an die Reederei Sun Cruises verkauft, die zum Reiseveranstalter Airtours gehörte. Die folgenden knapp sieben Jahren verbrachte das Schiff mit Kreuzfahrten im Mittelmeer sowie in Nordeuropa. Im Januar 2004 beendete die Sundream ihre letzte Reise für Sun Cruises, die noch im selben Jahr den Betrieb einstellten.

### Dream Princess/Dream
Nach Ende der Dienstzeit bei Sun Cruises wurde das Schiff in Piräus modernisiert, in Dream Princess umbenannt und an die israelische Reederei Caspi Cruises verkauft. Fortan unternahm die Dream Princess Kreuzfahrten ab Haifa. Im Januar 2006 ging das Schiff nach New Orleans, um dort als schwimmende Unterkunft für die Tulane University nach Schäden durch Hurrikan Katrina zu dienen. Dieser Einsatz war im Juni 2006 beendet, jedoch kehrte die Dream Princess nicht wieder in den Dienst für Caspi Cruises zurück.
Neuer Eigner des nun in Dream umbenannten Schiffes wurde die Lance Shipping Company mit Sitz auf den Bahamas. Im Dezember 2006 unternahm die Dream eine Kreuzfahrt vor Dubai und stand anschließend ab Januar 2007 für Mittelmeer-Fahrten im Dienst.
Am 18. September 2007 bekam die Dream während einer Kreuzfahrt im Hafen von Rhodos zehn Grad Schlagseite. Die Rettungsboote wurden klargemacht, da ein Sinken des Schiffes befürchtet wurde. Die Dream Princess konnte jedoch stabilisiert werden. Grund für den Vorfall waren technische Probleme in der Abwasseranlage. Am 18. November 2007 kollidierte die Dream bei starktem Wind erneut im Hafen von Rhodos mit einem Frachtschiff.

### Clipper Pearl/Clipper Pacific
Nach Umbauarbeiten in Kuşadası im November 2007 ging das Schiff im Dezember als Clipper Pearl an seinen neuen Eigner Pearl Owner Ltd. über. Diese vercharterten es im Mai 2008 als Clipper Pacific an die japanische Hilfsorganisation Peaceboat. Eine anschließend geplante Weltreise wurde durch technische Mängel verworfen. So musste die Clipper Pacific im Juli 2008 aufgrund eines Lecks in New York City zur Reparatur nach Florida gebracht werden. Die Reise wurde schließlich nach weiteren Problemen in Seward (Alaska) beendet. Anschließend ging das Schiff zur Reparatur nach Istanbul. Peaceboat hatte jedoch an der Clipper Pacific kein Interesse mehr.

### Festival/Ocean Pearl
Nach längerer Liegezeit war das Schiff ab Juli 2009 kurzfristig unter dem Namen Festival wieder für Caspi Cruises im Einsatz. Im November desselben Jahres ging die Festival als Ocean Pearl an die in Mexiko ansässige Reisegesellschaft Quail Travel’s Happy Cruises. Im September 2011 wurde das Schiff außer Dienst gestellt und zum Verkauf ausgeschrieben, nachdem der Betreiber Insolvenz anmelden musste.

### Formosa Queen
Im April 2012 ging die Ocean Pearl an unbekannte Eigner in China, die das Schiff in Formosa Queen umbenannten und zu einem Casinoschiff umbauen lassen wollten. Dieses Vorhaben scheiterte jedoch, und die ehemalige Song of Norway wurde im November 2013 zum Verschrotten an einen unbekannten Abbrecher in China verkauft, der das Schiff zerlegte. In Yinhu wurde es verschrottet.